# Onon
El Onon gol o Riu Onon (mongol: Онон гол = riu Onon; rus: Онон) és un riu de Mongòlia i Rússia.
Té una llargada de 818 km i una conca de 94,010 km².
Neix a la banda oriental de les muntanyes Khentei i corre durant 298 km per Mongòlia i després a Rússia. Conflueix amb el riu Ingoda i forma el riu Shilka. L'alt Onon és el suposat lloc de naixement de Genguis Kan.
El curs Onon-Shilka-Amur produeix un dels rius més llargs del món (818 km + 560 km + 2.874 km)